# Champaign County (Illinois)
Das Champaign County ist ein County im US-amerikanischen Bundesstaat Illinois. Im Jahr 2010 hatte das County 201.081 Einwohner und eine Bevölkerungsdichte von 77,9 Einwohnern pro Quadratkilometer. Der Verwaltungssitz (County Seat) ist Urbana.

## Geografie
Das Champaign County, in dem der Embarras River und der Kaskaskia River entspringen, liegt im Osten von Illinois. Es hat eine Gesamtfläche von 2584 Quadratkilometern, wovon zwei Quadratkilometer auf Wasserflächen entfallen. Das County hat die Form eines Rechtecks, dessen Nord-Süd-Ausdehnung genau 36 Meilen und dessen Ost-West-Ausdehnung zirka 28 Meilen beträgt. An das Champaign County grenzen folgende Nachbarcountys:
| McLean County | Ford County    |                  |
| Piatt County  |                | Vermilion County |
|               | Douglas County | Edgar County     |

## Geschichte
Das Champaign County wurde 1833 eingerichtet und war früher ein Teil des Vermilion County. Das County und der Sitz der Kreisverwaltung wurden nach dem Champaign County in Ohio und dessen Hauptort Urbana benannt, da das Mitglied des Staatsparlaments, das den Antrag auf Einrichtung eines Countys einbrachte, aus diesem Teil Ohios stammte.
Die Entwicklung des Countys wurde durch die Ankunft der Illinois Central Railroad, die Chicago mit Cairo verband, enorm vorangebracht. Noch bedeutsamer für die Entwicklung des Countys war die Ansiedlung der „Land-grant“-Universität, der University of Illinois 1867.
Durch die Schließung des Chanute Air Training Center in Rantoul in den 1990er Jahren erlitt der nördliche Teil des Countys einen großen wirtschaftlichen und demografischen Rückschlag.
Obwohl die Republikaner seit der Mitte des 19. Jahrhunderts über eine Kreistagsmehrheit verfügten, erlangten die Demokraten in den Wahlen 2000 zum ersten Mal eine Mehrheit, die sie seither verteidigen konnten. Bei den US-Präsidentschaftswahlen 2004 war das Champaign County eines der nur 15 von 102 Countys in Illinois, in denen John Kerry eine Mehrheit (50,5 Prozent) der Stimmen gewann.

## Demografische Daten

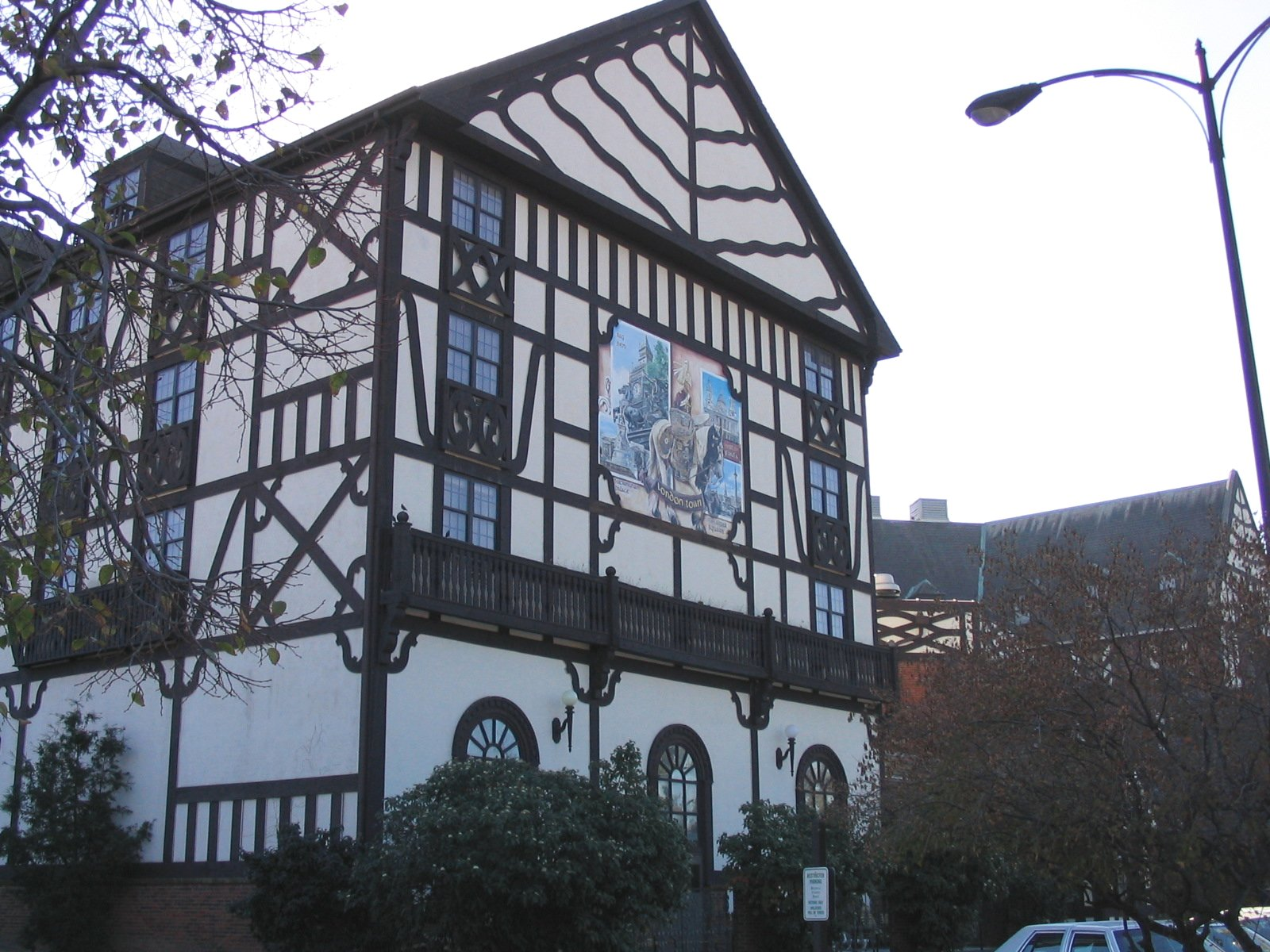
Urbana--Lincoln Hotel, seit 2006 im NRHP gelistet

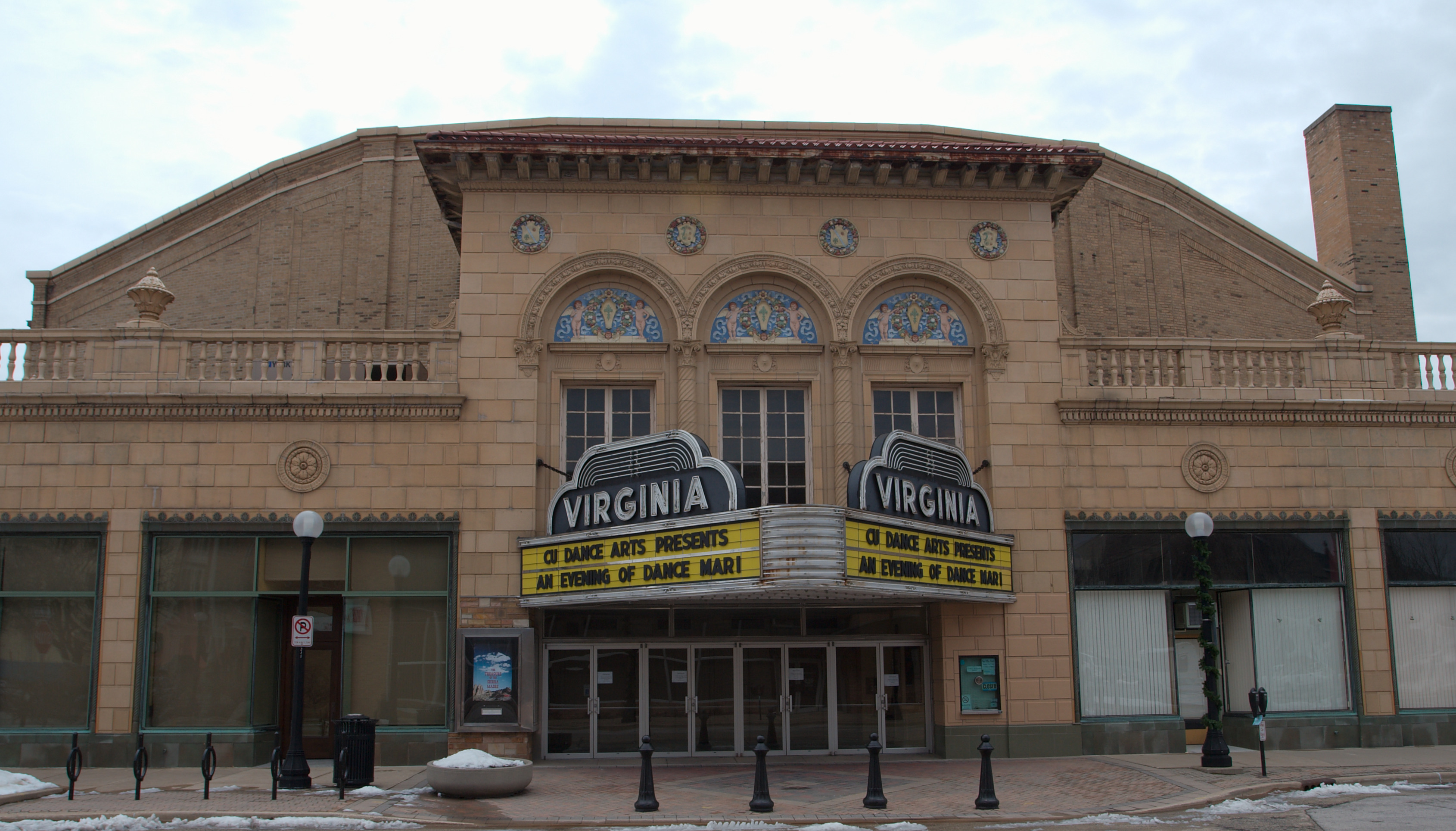
Das Virginia Theater in Champaign, seit 2003 im NRHP gelistet

Nach der Volkszählung im Jahr 2010 lebten im Champaign County 201.081 Menschen in 76.361 Haushalten. Die Bevölkerungsdichte betrug 77,9 Einwohner pro Quadratkilometer. In den 76.361 Haushalten lebten statistisch je 2,26 Personen.
Ethnisch betrachtet setzte sich die Bevölkerung zusammen aus 73,4 Prozent Weißen, 12,4 Prozent Afroamerikanern, 0,3 Prozent amerikanischen Ureinwohnern, 8,9 Prozent Asiaten sowie aus anderen ethnischen Gruppen; 2,7 Prozent stammten von zwei oder mehr Ethnien ab. Unabhängig von der ethnischen Zugehörigkeit waren 5,3 Prozent der Bevölkerung spanischer oder lateinamerikanischer Abstammung.
19,4 Prozent der Bevölkerung waren unter 18 Jahre alt, 70,6 Prozent waren zwischen 18 und 64 und 10,0 Prozent waren 65 Jahre oder älter. 50,1 Prozent der Bevölkerung war weiblich.

Das jährliche Durchschnittseinkommen eines Haushalts lag bei 42.101 USD. Das Prokopfeinkommen betrug 23.495 USD. 19,9 Prozent der Einwohner lebten unterhalb der Armutsgrenze.

## Ortschaften im Champaign County
Citys
- Champaign
- Urbana

Villages
| - Allerton1 - Bondville - Broadlands - Fisher - Foosland - Gifford | - Homer - Ivesdale - Longview - Ludlow - Mahomet - Ogden | - Pesotum - Philo - Rantoul - Royal - Sadorus - Savoy | - Sidney - St. Joseph - Thomasboro - Tolono |

Unincorporated Communities
| - Augerville - Block - Bongard - Dailey - Deers - Dewey - Dickerson | - Dillsburg - Fairland2 - Flatville - Fulls - Gerald - Giblin - Glover | - Jimtown - Lake of the Woods - Leverett - Lotus - Mayview - Mira - Parkville | - Pauline - Penfield - Prospect - Rising - Rutherford - Sellers - Seymour | - Sloan Station - Staley - State Road - Tipton - Tomlinson - Wilbur Heights |

1 – teilweise im Vermilion County

2 – teilweise im Douglas County

## Gliederung
Das Champaign County ist in 30 Townships eingeteilt:
| Township                 | Einwohner (2010) | FIPS     |
| ------------------------ | ---------------- | -------- |
| Ayers Township           | 453              | 17-03246 |
| Brown Township           | 1995             | 17-08914 |
| Champaign Township       | 10.834           | 17-12398 |
| Champaign City Township1 | 81.055           | 17-12411 |
| Colfax Township          | 266              | 17-15482 |
| Compromise Township      | 1463             | 17-15976 |
| Condit Township          | 500              | 17-16080 |
| Crittenden Township      | 325              | 17-17588 |
| Cunningham Township      | 41.250           | 17-18121 |
| East Bend Township       | 584              | 17-21566 |
| Harwood Township         | 623              | 17-33422 |
| Hensley Township         | 1278             | 17-34189 |
| Kerr Township            | 163              | 17-39688 |
| Ludlow Township          | 4278             | 17-45187 |
| Mahomet Township         | 12.623           | 17-46149 |

| Township             | Einwohner (2010) | FIPS     |
| -------------------- | ---------------- | -------- |
| Newcomb Township     | 1292             | 17-52376 |
| Ogden Township       | 1680             | 17-55288 |
| Pesotum Township     | 845              | 17-59286 |
| Philo Township       | 1954             | 17-59546 |
| Rantoul Township     | 11.273           | 17-62796 |
| Raymond Township     | 418              | 17-62952 |
| Sadorus Township     | 967              | 17-66547 |
| St. Joseph Township  | 5876             | 17-66963 |
| Scott Township       | 1258             | 17-68289 |
| Sidney Township      | 1733             | 17-69888 |
| Somer Township       | 1268             | 17-70382 |
| South Homer Township | 1601             | 17-70863 |
| Stanton Township     | 505              | 17-72273 |
| Tolono Township      | 5270             | 17-75627 |
| Urbana Township      | 7451             | 17-77018 |

|  |

1 entspricht der Stadt Champaign